# Ocypete Saxum
L'Ocypete Saxum è una struttura geologica della superficie di 101955 Bennu.